# Uzbequistão nos Jogos Olímpicos de Inverno da Juventude de 2012
O Uzbequistão participou dos Jogos Olímpicos de Inverno da Juventude de 2012, que foam realizados em Innsbruck, na Áustria. O país classificou apenas um atleta do esqui alpino.

## Desempenho

### Esqui alpino
| Atleta              | Evento                   | Final         | Final         | Final         | Final         |
| Atleta              | Evento                   | Descida 1     | Descida 2     | Total         | Pos.          |
| ------------------- | ------------------------ | ------------- | ------------- | ------------- | ------------- |
| Arkadiy Semenchenko | Slalom masculino         | 54.44         | 49.94         | 1:44.38       | 31            |
| Arkadiy Semenchenko | Slalom gigante masculino | Não completou | Não completou | Não completou | Não completou |
| Arkadiy Semenchenko | Super-G masculino        |               |               | 1:17.50       | 40            |
| Arkadiy Semenchenko | Combinado masculino      | 1:14.30       | Não completou | Não completou | Não completou |